# Ion Stoian
Ion Stoian, né le 28 novembre 1927 à Telega et mort en 2012, est un homme politique communiste roumain, brièvement ministre des Affaires étrangères en 1989.

## Biographie
Il est ministre des Affaires étrangères de la Roumanie du 2 novembre au 22 décembre 1989 dans le gouvernement Dăscălescu II.